# Stonebridge (Londyn)
Stonebridge – dzielnica Londynu, w Wielkim Londynie, leżąca w gminie Brent. W 2011 roku dzielnica liczyła 16 903 mieszkańców.